# Otofuke
Otofuke (音更町, Otofuke-chō) est un bourg du district de Katō, situé dans la sous-préfecture de Tokachi, sur l'île de Hokkaidō, au Japon.

## Géographie

### Démographie
Au 30 septembre 2015, la population d'Otofuke s'élevait à 45 410 habitants répartis sur une superficie de 466,02 km2.